# Liste der Bodendenkmale in Ahnsbeck
In der Liste der Bodendenkmale in Ahnsbeck sind alle Bodendenkmale der niedersächsischen Gemeinde Ahnsbeck aufgelistet. Die Quelle ist der Denkmalatlas Niedersachsen. Der Stand der Liste ist der 26. September 2024.

## Allgemein
In den Spalten finden sich folgende Informationen des Bodendenkmales :
- Lage        : geographische Koordinaten
- Bezeichnung : Bezeichnung lt. Denkmalatlas
- Beschreibung: Beschreibung lt. Denkmalatlas
- ID          : Objekt-ID
- Bild        : Bild, ggf. zusätzlich mit Link zu weiteren Fotos im Medienarchiv Wikimedia Commons.

## Ahnsbeck
| Lage                        | Bezeichnung                 | Beschreibung | ID       | Bild |
| --------------------------- | --------------------------- | --- | -------- | ---- |
| 52° 37′ 7″ N, 10° 16′ 18″ O | Ahnsbeck 1, Immenwall/-zaun | Rechteckig-oval umwallte Einfriedung, ca. 36 × 53 m; Wallbasis etwa 3 m, Wall-H. 0,6 – 0,9 m. Außen umlaufend ein schmaler Materialentnahmegraben. Bis auf leichte Beschädigungen im Wallkörper gut erhalten. | 28924906 | BW   |